# ファミスタアドバンス
『ファミスタアドバンス』（Famista Advance）はナムコがゲームボーイアドバンス用に発売した野球ゲームである。
2002年度開幕時のデータを使用していて、『ファミスタ4』以来から約6年振りとなるファミスタシリーズの携帯用ゲームである。

## 概要
ファミスタシリーズ約5年振りの携帯ゲーム機は当時流行りだしたゲームボーイアドバンスよりリリースされた。
球団はもちろん実在のものを使用。しかし球場は架空のナムコ3種球場となっている。
『ワールドスタジアム5』のシステムをアドバンス用に調整した感じだが、操作感はファミスタに近くなっている。
おなじみのナムコスポーツ（通称・ナムスポ）もワースタ時代の新聞と似ている。こちらは切り替え型であり3画面分の新聞が用意されている。
アドバンスと言うことで対人戦では通信ケーブルによる通信対戦が可能。また「ファミスタ盤」に限り、1カートリッジによる対戦が可能。

## モード
モードは全部で5種類。
- 1戦勝負 - 通常の対戦モード。好きな球団、球場を選んでプレイできる。通信対戦もここから行なう。
- ペナント - 実際のペナントレースを行い、リーグ優勝、果ては日本一を目指すモード。短期決戦の10試合から実際のプロ野球日程数の140試合まで4種類の対戦数が選べる。ナムコスターズ等のオリジナルチームは参加不可。
- 分身くん - オリジナル選手を育成できるモード。育てた選手は登録後、他のモードで使用が可能になる。

その内容は、発売当時に放送された人気TV番組『ガチンコ！』的展開が繰り広げられる。
- ファミスタ盤 - 野球盤風味のファミスタモード。全14球団から3パターンの代表選手をルーレットで選択。その後野球盤ルールに則り、試合を行なう。
- オプション - 操作や難易度変更などの設定が行なえるモード。